# 1,4-Cyclohexadien
1,4-Cyclohexadien ist eine cyclische chemische Verbindung. Sie besteht aus einem sechsgliedrigen Ring, der zwei Doppelbindungen in den Positionen eins und vier trägt und gehört somit zu den Cycloalkenen.

## Darstellung
1,4-Cyclohexadien kann durch eine Birch-Reduktion aus Benzol hergestellt werden. Hierzu wird Benzol in flüssigem Ammoniak mit elementaren Alkalimetallen, meist Lithium oder Natrium, in Gegenwart einer Protonen-Quelle, wie tert.-Butanol oder Ammoniumchlorid umgesetzt. Auch durch zweifache Eliminierung von 1,4-Dibromcyclohexan mit einer Base kann 1,4-Cyclohexadien erhalten werden, das Hauptprodukt ist jedoch 1,3-Cyclohexadien, das konjugierte Doppelbindungen besitzt.

## Eigenschaften
1,4-Cyclohexadien ist eine farblose Flüssigkeit, die bei 88–90 °C siedet.
Die Oxidation zu Benzol erfolgt leicht. Die Triebkraft der Reaktion ist die Bildung eines aromatischen Systems. Es eignet sich für die Reduzierung der radikalen Zwischenprodukte, die sich bei Elektronentransfer-vermittelten Ringöffnungsreaktionen bilden.

## Externe Links zu erwähnten Verbindungen
1. ↑  Externe Identifikatoren von bzw. Datenbank-Links zu 1,4-Dibromcyclohexan:  CAS-Nr.: 35076-92-7, PubChem: 37040, ChemSpider: 33988, Wikidata: Q81994550.